# Molens Van Sande
De Molens Van Sande of de Kasteelmolen of de Celindermolen is een watermolen op de Molenbeek in Bambrugge, een dorp in de Belgische provincie Oost-Vlaanderen.

## Geschiedenis
De molen werd opgetrokken voor 1629. Tot omstreeks 1980 fungeerde hij als korenmolen, maar daarna werd het rad verwijderd en werd hij omgebouwd tot een industriële bloemmolen. Deze molen is nog niet erkend als monument.

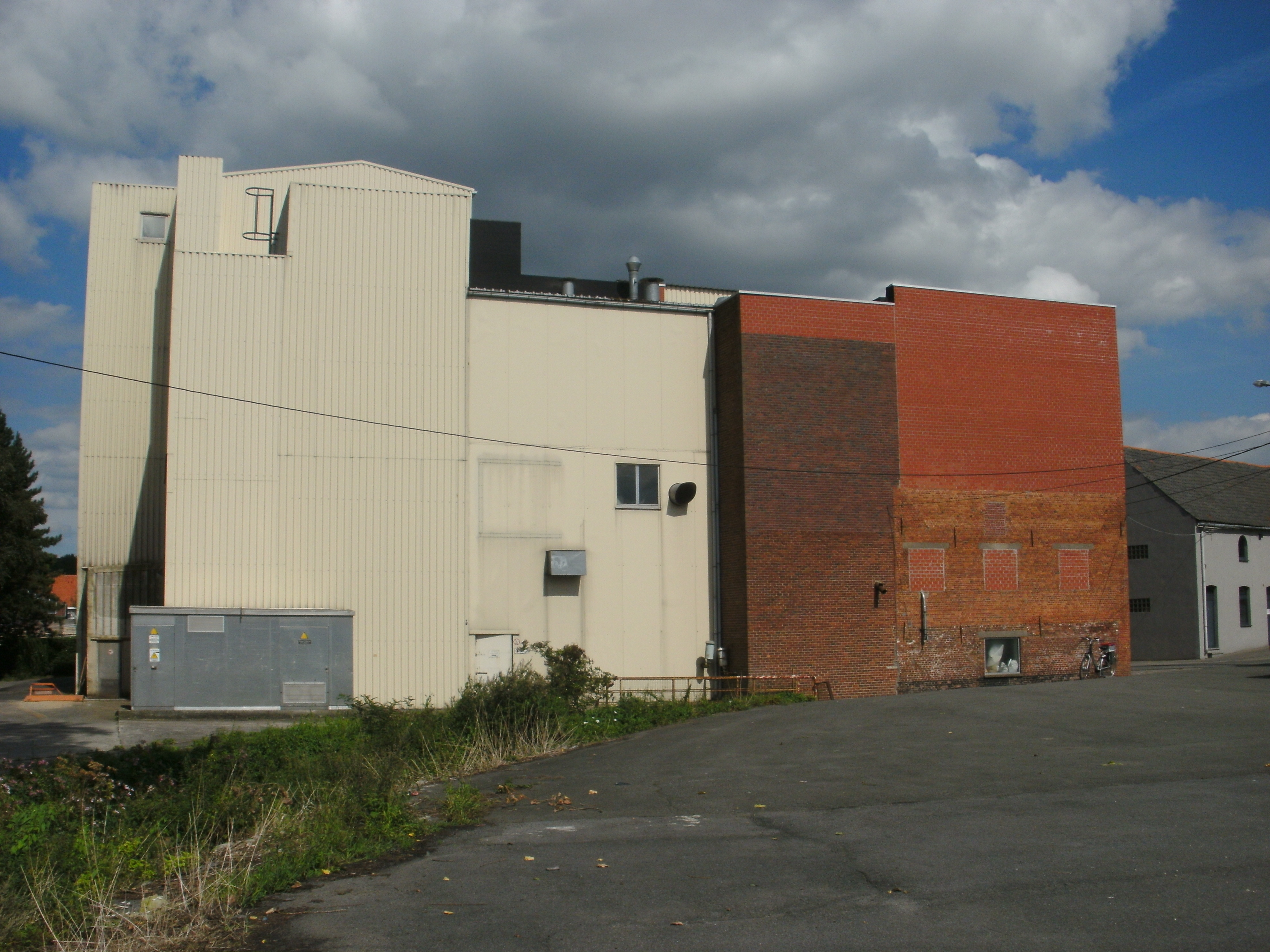
Zijaanzicht
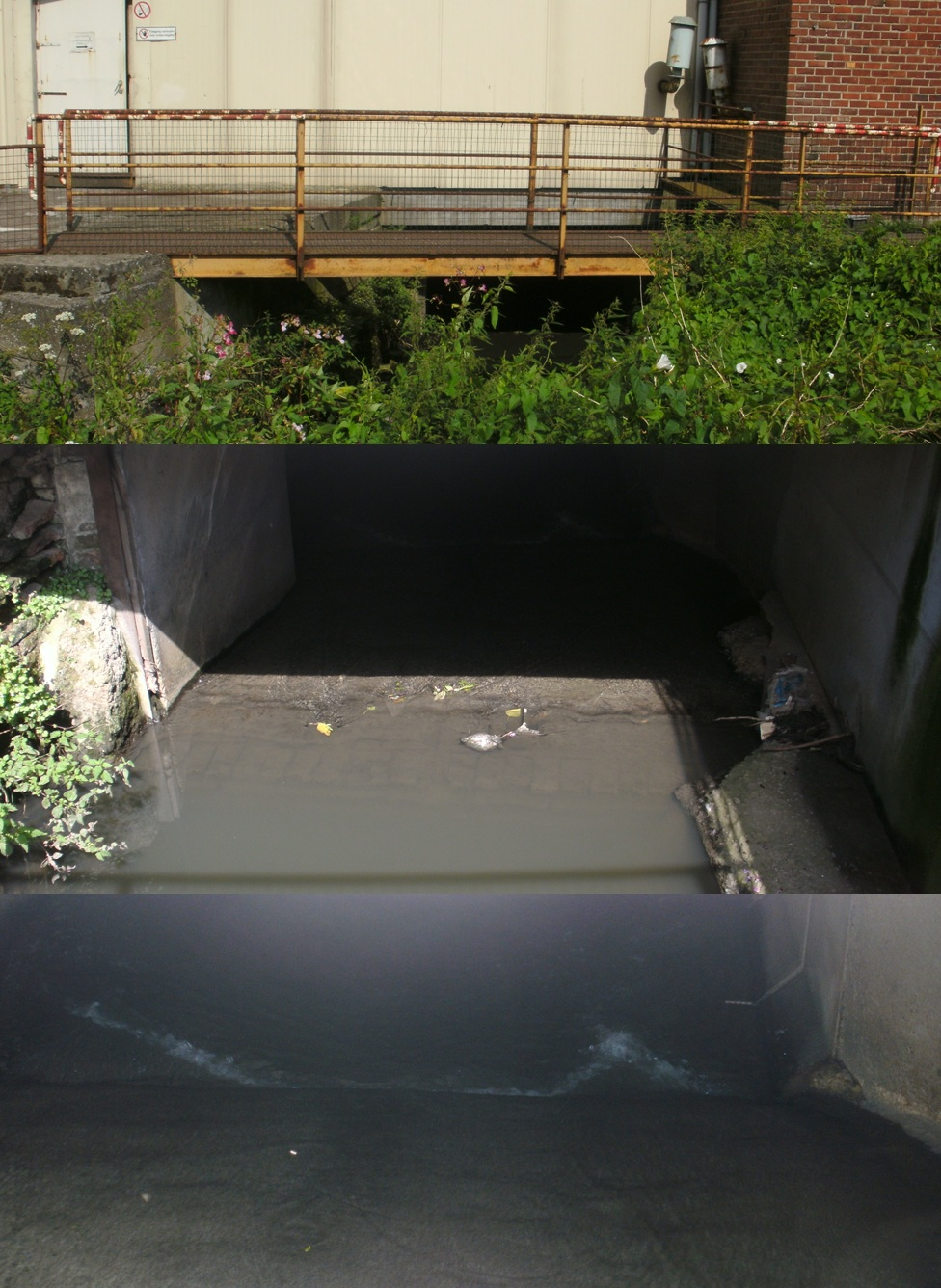
Plaats waar het molenrad zich bevond

Cottemmolen ·
De Graevesmolen ·
De Watermeulen ·
Egemmolen ·
Engelsmolen ·
Gotegemmolen ·
Kruiskoutermolen ·
Molen te Broeck ·
Molens Van Sande ·
Ratmolen ·
Van Der Biestmolen ·
Zwingelmolen